# SWASH
SWASH（Sex Work And Sexual Health）とは、セックスワーカーが「仕事をやっている限りは健康かつ安全に、また、辞めたい時にも健康かつ安全に辞められる」状況を目指して活動する日本のグループ。1999年に設立された。メンバーは現役、元セックスワーカーとそのサポーターで構成されている。
主な活動は、セックスワーカー向けのホットラインの開設、性感染症の予防啓発、風俗店オーナーへの研修、労働実態調査、海外のセックスワーカーグループとのネットワーク構築や国際会議参加など。
日本における2019年コロナウイルス感染症の流行に応じて休校が行われた際に設置された保護者への助成金で、性風俗業者が対象外とされたことを批判し、SWASHとして厚生労働大臣の加藤勝信宛に要望書を提出した。
2022年6月、代表の要が第26回参議院議員通常選挙に立憲民主党の参議院比例区の候補者として出馬した。
2024年1月、代表交代が行われた。新代表はげいまきまき。

## 関連書籍
- 『売る売らないはワタシが決める 売春肯定宣言』ポット出版、2000年。ISBN 978-4939015243。
- 『風俗嬢意識調査 126人の職業意識』ポット出版、2005年。ISBN 978-4939015762。
- 『セックスワーク・スタディーズ』日本評論社、2018年。ISBN 978-4535587243。